# كالوم هود
كالوم توماس هود (مواليد 25 يناير 1996 –) هو مغني مؤلف وموسيقي أسترالي. وهو عضو بالفرقة الغنائية الأسترالية 5 سيكوندس أوف سمر.

## وصلات خارجية
- كالوم هود على موقع IMDb (الإنجليزية)
- كالوم هود على موقع ميوزك برينز (الإنجليزية)
- كالوم هود على موقع أول ميوزيك (الإنجليزية)
- كالوم هود على موقع ديسكوغز (الإنجليزية)
- كالوم هود على موقع قاعدة بيانات الفيلم (الإنجليزية)